# 차좌일
차좌일(車佐一, 1753년 9월 10일(음력 8월 14일) ~ 1809년 4월 28일(음력 3월 14일))은 조선 영조~순조 때의 문인이다. 본관은 연안, 자는 숙장(叔章), 호는 사명자(四名子)이다. 벼슬이 겸이포(兼二浦)의 만호(萬戶)를 지냈으나 벼슬에 뜻이 없어 사직하고 시작에 전심했다. 만년에는 천수경, 최북(崔北) 등과 함께 송석원시사를 맺어 시문으로 여생을 보냈다.